# Абдуллаєв Мумінжон Рустамович
Мумінжон Рустамович Абдуллаєв (узб. Mo'minjon Abdullaev; нар. 24 грудня 1989, Самаркандська область) — узбецький борець греко-римського стилю, дворазовий срібний та триразовий бронзовий призер чемпіонатів Азії, чемпіон та бронзовий призер Азійських ігор, срібний призер Ігор ісламської солідарності, учасник трьох Олімпійських ігор.

## Життєпис
Боротьбою почав займатися з 2002 року.
Виступав за спортивний клуб «Батір» Ташкент. Тренер — Хакім Накібов (з 2003).

## Спортивні результати на міжнародних змаганнях

### Виступи на Олімпіадах
| Змагання                    | Збірна     | Вагова категорія                  | Місце |
| --------------------------- | ---------- | --------------------------------- | ----- |
| Літні Олімпійські ігри 2012 | Узбекистан | греко-римська боротьба, до 120 кг | 15    |
| Літні Олімпійські ігри 2016 | Узбекистан | греко-римська боротьба, до 130 кг | 15    |
| Літні Олімпійські ігри 2020 | Узбекистан | греко-римська боротьба, до 130 кг | 7     |

### Виступи на Чемпіонатах світу
| Змагання                        | Збірна     | Вагова категорія                  | Місце |
| ------------------------------- | ---------- | --------------------------------- | ----- |
| Чемпіонат світу з боротьби 2011 | Узбекистан | греко-римська боротьба, до 120 кг | 27    |
| Чемпіонат світу з боротьби 2015 | Узбекистан | греко-римська боротьба, до 130 кг | 23    |
| Чемпіонат світу з боротьби 2017 | Узбекистан | греко-римська боротьба, до 130 кг | 14    |
| Чемпіонат світу з боротьби 2019 | Узбекистан | греко-римська боротьба, до 130 кг | 9     |
| Чемпіонат світу з боротьби 2022 | Узбекистан | греко-римська боротьба, до 130 кг | 5     |

### Виступи на Чемпіонатах Азії
| Змагання                       | Збірна     | Вагова категорія                  | Місце  |
| ------------------------------ | ---------- | --------------------------------- | ------ |
| Чемпіонат Азії з боротьби 2010 | Узбекистан | греко-римська боротьба, до 96 кг  | Бронза |
| Чемпіонат Азії з боротьби 2016 | Узбекистан | греко-римська боротьба, до 130 кг | 5      |
| Чемпіонат Азії з боротьби 2017 | Узбекистан | греко-римська боротьба, до 130 кг | Бронза |
| Чемпіонат Азії з боротьби 2018 | Узбекистан | греко-римська боротьба, до 130 кг | Срібло |
| Чемпіонат Азії з боротьби 2019 | Узбекистан | греко-римська боротьба, до 130 кг | Срібло |
| Чемпіонат Азії з боротьби 2022 | Узбекистан | греко-римська боротьба, до 130 кг | Бронза |

### Виступи на Азійських іграх
| Змагання                        | Збірна     | Вагова категорія                  | Місце  |
| ------------------------------- | ---------- | --------------------------------- | ------ |
| Азійські ігри в приміщенні 2017 | Узбекистан | греко-римська боротьба, до 130 кг | Бронза |
| Азійські ігри 2018              | Узбекистан | греко-римська боротьба, до 130 кг | Золото |

### Виступи на Іграх ісламської солідарност
| Змагання                          | Збірна     | Вагова категорія                  | Місце  |
| --------------------------------- | ---------- | --------------------------------- | ------ |
| Ігри ісламської солідарності 2017 | Узбекистан | греко-римська боротьба, до 130 кг | Срібло |
| Ігри ісламської солідарності 2022 | Узбекистан | греко-римська боротьба, до 130 кг | 5      |

### Виступи на інших змаганнях
| Змагання                                                         | Збірна     | Вагова категорія                  | Місце  |
| ---------------------------------------------------------------- | ---------- | --------------------------------- | ------ |
| Міжнародний меморіал Дейва Шульца 2010                           | Узбекистан | греко-римська боротьба, до 96 кг  | 4      |
| Золотий Гран-прі з боротьби 2010 (Тбілісі)                       | Узбекистан | греко-римська боротьба, до 96 кг  | 7      |
| Золотий Гран-прі з боротьби 2010 (Баку)                          | Узбекистан | греко-римська боротьба, до 96 кг  | 13     |
| Турнір Івана Піддубного 2011                                     | Узбекистан | греко-римська боротьба, до 96 кг  | 21     |
| Турнір Г. Картозія і В. Балавадзе 2011                           | Узбекистан | греко-римська боротьба, до 96 кг  | 17     |
| Кубок Президента Казахстану з боротьби 2011                      | Узбекистан | греко-римська боротьба, до 96 кг  | 6      |
| Золотий Гран-прі з боротьби 2011 (Баку)                          | Узбекистан | греко-римська боротьба, до 120 кг | 12     |
| Олімпійський кваліфікаційний турнір з боротьби 2012 (Астана)     | Узбекистан | греко-римська боротьба, до 120 кг | Срібло |
| Кубок Азовмаша 2012                                              | Узбекистан | греко-римська боротьба, до 120 кг | 5      |
| Золотий Гран-прі з боротьби 2012 (Баку)                          | Узбекистан | греко-римська боротьба, до 96 кг  | 9      |
| Меморіал Олега Караваєва 2014                                    | Узбекистан | греко-римська боротьба, до 130 кг | 5      |
| Турнір Вехбі Емре і Гаміта Каплана 2015                          | Узбекистан | греко-римська боротьба, до 130 кг | 17     |
| Кубок Президента Казахстану з боротьби 2015                      | Узбекистан | греко-римська боротьба, до 130 кг | Бронза |
| Турнір Івана Піддубного 2016                                     | Узбекистан | греко-римська боротьба, до 130 кг | 7      |
| Олімпійський кваліфікаційний турнір з боротьби 2016 (Астана)     | Узбекистан | греко-римська боротьба, до 130 кг | Бронза |
| Олімпійський кваліфікаційний турнір з боротьби 2016 (Улан-Батор) | Узбекистан | греко-римська боротьба, до 130 кг | Бронза |
| Кубок Владислава Пітласинські 2016                               | Узбекистан | греко-римська боротьба, до 130 кг | 7      |
| Меморіал Болата Турлиханова 2016                                 | Узбекистан | греко-римська боротьба, до 130 кг | Бронза |
| Турнір Івана Піддубного 2017                                     | Узбекистан | греко-римська боротьба, до 130 кг | 9      |
| Турнір Вехбі Емре і Гаміта Каплана 2017                          | Узбекистан | греко-римська боротьба, до 130 кг | Срібло |
| Турнір Г. Картозія і В. Балавадзе 2018                           | Узбекистан | греко-римська боротьба, до 130 кг | 9      |
| Меморіал Болата Турлиханова 2018                                 | Узбекистан | греко-римська боротьба, до 130 кг | Золото |
| Кубок Алроси 2018                                                | Узбекистан | команда                           | Срібло |
| Гран-прі Загреба з боротьби 2019                                 | Узбекистан | греко-римська боротьба, до 130 кг | Срібло |
| Гран-прі Угорщини з боротьби 2019                                | Узбекистан | греко-римська боротьба, до 130 кг | 13     |
| Меморіал Олега Караваєва 2019                                    | Узбекистан | греко-римська боротьба, до 130 кг | 10     |
| Меморіал Маттео Пелліконе 2020                                   | Узбекистан | греко-римська боротьба, до 130 кг | Бронза |
| Гран-прі Загреба з боротьби 2021                                 | Узбекистан | греко-римська боротьба, до 130 кг | 7      |
| Київський Міжнародний турнір з боротьби 2021                     | Узбекистан | греко-римська боротьба, до 130 кг | Бронза |
| Олімпійський кваліфікаційний турнір з боротьби 2020 (Алмати)     | Узбекистан | греко-римська боротьба, до 130 кг | Золото |
| Кубок Владислава Пітласинські 2021                               | Узбекистан | греко-римська боротьба, до 130 кг | Бронза |
| Турнір Вехбі Емре і Гаміта Каплана 2022                          | Узбекистан | греко-римська боротьба, до 130 кг | Бронза |
| Міжнародний меморіал Білла Фаррелла 2022                         | Узбекистан | греко-римська боротьба, до 130 кг | Золото |

### Виступи на змаганнях молодших вікових груп
| Змагання                                      | Збірна     | Вагова категорія                 | Місце |
| --------------------------------------------- | ---------- | -------------------------------- | ----- |
| Чемпіонат світу з боротьби серед юніорів 2009 | Узбекистан | греко-римська боротьба, до 96 кг | 9     |